# Лепченка
Лепченка — деревня в Ельниковском районе Мордовии, центр Мордовско-Маскинского сельского поселения.

## История
Основано в годы столыпинской реформы. По данным на 1931 год выселок Лепчинское земельное общество состоял 67 дворов и входил в состав Краснослободского района.

## Население
| 2002 | 2010 |
| ---- | ---- |
| 58   | ↘39  |

Национальный состав
Согласно результатам Всероссийской переписи населения 2002 года, в национальной структуре населения мордва-мокша составляли 93 %.